# 断杉镇
断杉镇，是中华人民共和国贵州省黔南布依族苗族自治州惠水县下辖的一个乡镇级行政单位。
2014年2月14日，贵州省人民政府批复同意惠水县部分乡镇行政区划调整，新设置的断杉镇辖原断杉镇、抵季乡，镇人民政府驻八大村。

## 行政区划
断杉镇下辖以下地区：
木兴村、新场村、八大村、摆惹村、光荣村、翁址村、满贡村、大坡村、董朗村、纳里村、蛮纳村、雅州村、抵塘村、代京村、定理村、青山村、新民村、花山村、翁平村和上坝村。